# جاردام
جاردام (به لاتین: Cardam) یک منطقه مسکونی در جمهوری آذربایجان است که در شهرستان آق‌داش واقع شده‌است. جاردام ۱۳۴۰ نفر جمعیت دارد.